# Fußballclub Hansa Rostock 2004-2005
Questa voce raccoglie le informazioni riguardanti il Fußballclub Hansa Rostock nelle competizioni ufficiali della stagione 2004-2005.

## Stagione
Nella stagione 2004-2005 l'Hansa Rostock, allenato da Juri Schlünz e Jörg Berger, concluse il campionato di Bundesliga al 17º posto e retrocesse in 2. Bundesliga. In Coppa di Germania l'Hansa Rostock fu eliminato ai quarti di finale dall'Arminia Bielefeld. In Coppa di Lega l'Hansa Rostock fu eliminato ai preliminari dal Bayer Leverkusen.

## Rosa
| N. |                      | Ruolo | Calciatore       |
| -- | -------------------- | ----- | ---------------- |
| 1  | Germania (bandiera)  | P     | Mathias Schober  |
| 3  | Germania (bandiera)  | D     | Uwe Möhrle       |
| 5  | Danimarca (bandiera) | D     | Kim Madsen       |
| 6  | Germania (bandiera)  | D     | Ronald Maul      |
| 7  | Germania (bandiera)  | C     | René Rydlewicz   |
| 8  | Danimarca (bandiera) | C     | David Rasmussen  |
| 10 | Germania (bandiera)  | C     | Thomas Meggle    |
| 11 | Germania (bandiera)  | D     | Marc Stein       |
| 11 | Svezia (bandiera)    | A     | Rade Prica       |
| 13 | Germania (bandiera)  | D     | Tim Sebastian    |
| 14 | Svezia (bandiera)    | C     | Joakim Persson   |
| 15 | Svezia (bandiera)    | A     | Magnus Arvidsson |
| 16 | Germania (bandiera)  | D     | Martin Pohl      |
| 17 | Svezia (bandiera)    | C     | Marcus Lantz     |

| N. |                        | Ruolo | Calciatore        |
| -- | ---------------------- | ----- | ----------------- |
| 18 | Nigeria (bandiera)     | D     | Gabriel Melkam    |
| 19 | Italia (bandiera)      | A     | Antonio Di Salvo  |
| 20 | Paesi Bassi (bandiera) | D     | Delano Hill       |
| 21 | Germania (bandiera)    | P     | Axel Keller       |
| 23 | Germania (bandiera)    | D     | Denis Lapaczinski |
| 24 | Svezia (bandiera)      | A     | Marcus Allbäck    |
| 25 | Germania (bandiera)    | P     | Carsten Busch     |
| 27 | Danimarca (bandiera)   | C     | Thomas Rasmussen  |
| 28 | Finlandia (bandiera)   | A     | Jari Litmanen     |
| 30 | Germania (bandiera)    | A     | Marco Vorbeck     |
| 33 | Germania (bandiera)    | C     | Michael Hartmann  |
| 34 | Iran (bandiera)        | A     | Amir Shapourzadeh |
| 35 | Germania (bandiera)    | C     | Kevin Hansen      |

## Organigramma societario
Area tecnica
- Allenatore: Jörg Berger
- Allenatore in seconda: Frank Engel
- Preparatore dei portieri:
- Preparatori atletici:

## Calciomercato

### Sessione estiva
| Acquisti | Acquisti          | Acquisti          | Acquisti |
| R.       | Nome              | da                | Modalità |
| -------- | ----------------- | ----------------- | -------- |
| A        | Marcus Allbäck    | Aston Villa       |          |
| P        | Axel Keller       | Eintracht Treviri |          |
| D        | Denis Lapaczinski | Hertha Berlino    |          |
| C        | David Rasmussen   | Nordsjælland      |          |

| Cessioni | Cessioni           | Cessioni      | Cessioni |
| R.       | Nome               | da            | Modalità |
| -------- | ------------------ | ------------- | -------- |
| P        | Daniel Klewer      | Norimberga    |          |
| D        | Michal Kovář       | Sigma Olomouc |          |
| C        | Gernot Plassnegger | Grazer AK     |          |

### Sessione invernale
| Acquisti | Acquisti         | Acquisti       | Acquisti |
| R.       | Nome             | da             | Modalità |
| -------- | ---------------- | -------------- | -------- |
| C        | Michael Hartmann | Hertha Berlino |          |

| Cessioni | Cessioni        | Cessioni     | Cessioni |
| R.       | Nome            | da           | Modalità |
| -------- | --------------- | ------------ | -------- |
| C        | Godfried Aduobe | Karlsruhe    |          |
| A        | Shergo Biran    | Wolfsburg II |          |

## Risultati

### Bundesliga

#### Girone di andata
| Friburgo in Brisgovia 7 agosto 2004, ore 15:30 CEST 1ª giornata | Friburgo  | 0 – 0 referto | Hansa Rostock | Badenova-Stadion (21 000 spett.)\| Arbitro: \| Fleischer \| |
| Arbitro:                                                        | Fleischer |               |               |                                                             |

| Arbitro: | Kircher |

|  |           |                                         |
|  | Marcatori | 54’, 64’ Klasnić 58’ Micoud 89’ Pasanen |

| Arbitro: | Meyer |

|  |           |                   |
|  | Marcatori | 34’, 77’ Di Salvo |

| Arbitro: | Stark |

|                  |           |                                     |
| Allbäck 71’, 90’ | Marcatori | 42’ Drescher 44’ Riedl 57’ Altıntop |

| Arbitro: | Gagelmann |

|            |           |                         |
| Madsen 33’ | Marcatori | 17’ Klimowicz 78’ Thiam |

| Arbitro: | Weiner |

|                          |           |                   |
| Neuville 18’, 30’ (rig.) | Marcatori | 52’, 59’ Di Salvo |

| Arbitro: | Jansen |

|             |           |                                      |
| Tjikuzu 89’ | Marcatori | 14’ Leandro 23’ Barnetta 85’ Stendel |

| Arbitro: | Schmidt |

|  |           |           |
|  | Marcatori | 75’ Prica |

| Arbitro: | Wagner |

|  |           |                       |
|  | Marcatori | 81’ Sagnol 84’ Scholl |

| Arbitro: | Meyer |

|                                   |           |               |
| Gerber 53’ Weiland 69’ Kramny 90’ | Marcatori | 80’ Arvidsson |

| Arbitro: | Gagelmann |

|  |           |                  |
|  | Marcatori | 56’, 59’ Schroth |

| Arbitro: | Weiner |

|                                                   |           |  |
| Meißner 6’ Kurányi 38’ Cacau 56’ Heldt 80’ (rig.) | Marcatori |  |

| Arbitro: | Jansen |

|  |           |                                                                  |
|  | Marcatori | 20’ Benjamin 35’, 63’ Jarolím 42’ Takahara 47’ Moreira 82’ Romeo |

| Arbitro: | Keßler |

|             |           |               |
| Paraíba 90’ | Marcatori | 36’ Rasmussen |

| Arbitro: | Albrecht |

|  |           |                          |
|  | Marcatori | 36’ Berbatov 63’ Voronin |

| Arbitro: | Sippel |

|               |           |              |
| Owomoyela 64’ | Marcatori | 52’ Di Salvo |

| Arbitro: | Brych |

|             |           |          |
| Allbäck 31’ | Marcatori | 40’ Kehl |

#### Girone di ritorno
| Rostock 22 gennaio 2005, ore 15:30 CET 18ª giornata | Hansa Rostock | 0 – 0 referto | Friburgo | Ostseestadion (22 500 spett.)\| Arbitro: \| Merk \| |
| Arbitro:                                            | Merk          |               |          |                                                     |

| Arbitro: | Wagner |

|                           |           |                             |
| Klasnić 5’, 62’ Klose 31’ | Marcatori | 45’ Rasmussen 63’ Rasmussen |

| Arbitro: | Fleischer |

|                         |           |                     |
| Prica 66’ Arvidsson 73’ | Marcatori | 25’ Sand 90’ Ailton |

| Arbitro: | Wack |

|                    |           |           |
| Seitz 4’ Zandi 51’ | Marcatori | 83’ Prica |

| Arbitro: | Kinhöfer |

|                                                  |           |  |
| D'Alessandro 4’ Klimowicz 6’ Thiam 63’ Marić 82’ | Marcatori |  |

| Rostock 26 febbraio 2005, ore 15:30 CET 23ª giornata | Hansa Rostock | 0 – 0 referto | Borussia M'gladbach | Ostseestadion (15 400 spett.)\| Arbitro: \| Albrecht \| |
| Arbitro:                                             | Albrecht      |               |                     |                                                         |

| Arbitro: | Stark |

|  |           |           |
|  | Marcatori | 28’ Prica |

| Arbitro: | Fröhlich |

|                             |           |         |
| Di Salvo 37’, 49’ Prica 53’ | Marcatori | 71’ Edu |

| Arbitro: | Meyer |

|                                          |           |            |
| Lúcio 41’ Pizarro 65’ Ballack 88’ (rig.) | Marcatori | 16’ Möhrle |

| Arbitro: | Kircher |

|                            |           |  |
| Rasmussen 41’ Hartmann 58’ | Marcatori |  |

| Arbitro: | Fröhlich |

|                              |           |  |
| Wagefeld 59’, 88’ Mintál 68’ | Marcatori |  |

| Arbitro: | Kinhöfer |

|                       |           |           |
| Allbäck 39’ Prica 74’ | Marcatori | 46’ Cacau |

| Arbitro: | Merk |

|                                      |           |  |
| Mpenza 50’ Benjamin 60’ Takahara 64’ | Marcatori |  |

| Arbitro: | Sippel |

|                            |           |             |
| Sebastian 45’ Litmanen 70’ | Marcatori | 74’ Baştürk |

| Arbitro: | Stark |

|                               |           |  |
| Berbatov 27’, 90’ Voronin 58’ | Marcatori |  |

| Arbitro: | Meyer |

|                      |           |             |
| Rasmussen 26’ (rig.) | Marcatori | 20’ Küntzel |

| Arbitro: | Kemmling |

|                       |           |             |
| Kruska 52’ Koller 67’ | Marcatori | 15’ Vorbeck |

### Coppa di Germania
| Arbitro: | Perl |

|             |           |                   |
| Ollhoff 16’ | Marcatori | 60’, 69’ Di Salvo |

| Arbitro: | Albrecht |

|                                             |                      |                                |
| Feulner 27’ Podolski 57’ (rig.) Sinkala 65’ | Marcatori            | 33’ Tjikuzu 38’, 66’ Di Salvo  |
| Podolski Lell Guié-Mien Voigt               | Tiri di rigore 2 – 4 | Madsen Persson Lantz Rydlewicz |

| Arbitro: | Stark |

|                     |           |                                        |
| Andrei 8’ Bella 88’ | Marcatori | 24’ Rydlewicz 85’ Prica 102’ Arvidsson |

| Arbitro: | Kemmling |

|            |           |  |
| Boakye 55’ | Marcatori |  |

### Coppa di Lega
| Arbitro: | Trautmann |

|                                                 |                      |                                                |
| Callsen-Bracker 13’                             | Marcatori            | 8’ (aut.) Dum                                  |
| Freier Voronin Callsen-Bracker França Krzynówek | Tiri di rigore 4 – 3 | Rydlewicz Persson Lapaczinski Möhrle Rasmussen |

## Statistiche

### Statistiche di squadra
| Competizione      | Punti | In casa | In casa | In casa | In casa | In casa | In casa | In trasferta | In trasferta | In trasferta | In trasferta | In trasferta | In trasferta | Totale | Totale | Totale | Totale | Totale | Totale | DR  |
| Competizione      | Punti | G       | V       | N       | P       | Gf      | Gs      | G            | V            | N            | P            | Gf           | Gs           | G      | V      | N      | P      | Gf     | Gs     | DR  |
| ----------------- | ----- | ------- | ------- | ------- | ------- | ------- | ------- | ------------ | ------------ | ------------ | ------------ | ------------ | ------------ | ------ | ------ | ------ | ------ | ------ | ------ | --- |
| Bundesliga        | 30    | 17      | 4       | 5       | 8       | 17      | 31      | 17           | 3            | 4            | 10           | 14           | 34           | 34     | 7      | 9      | 18     | 31     | 65     | -34 |
| Coppa di Germania | -     | 0       | 0       | 0       | 0       | 0       | 0       | 4            | 2            | 1            | 1            | 8            | 7            | 4      | 2      | 1      | 1      | 8      | 7      | +1  |
| Coppa di Lega     | -     | 0       | 0       | 0       | 0       | 0       | 0       | 1            | 0            | 1            | 0            | 1            | 1            | 1      | 0      | 1      | 0      | 1      | 1      | 0   |
| Totale            | 30    | 17      | 4       | 5       | 8       | 17      | 31      | 22           | 5            | 6            | 11           | 23           | 42           | 39     | 9      | 11     | 19     | 40     | 73     | -33 |

### Andamento in campionato
| Giornata  | 1 | 2  | 3  | 4  | 5  | 6  | 7  | 8  | 9  | 10 | 11 | 12 | 13 | 14 | 15 | 16 | 17 | 18 | 19 | 20 | 21 | 22 | 23 | 24 | 25 | 26 | 27 | 28 | 29 | 30 | 31 | 32 | 33 | 34 |
| --------- | - | -- | -- | -- | -- | -- | -- | -- | -- | -- | -- | -- | -- | -- | -- | -- | -- | -- | -- | -- | -- | -- | -- | -- | -- | -- | -- | -- | -- | -- | -- | -- | -- | -- |
| Luogo     | T | C  | T  | C  | C  | T  | C  | T  | C  | T  | C  | T  | C  | T  | C  | T  | C  | C  | T  | C  | T  | T  | C  | T  | C  | T  | C  | T  | C  | T  | C  | T  | C  | T  |
| Risultato | N | P  | V  | P  | P  | N  | P  | V  | P  | P  | P  | P  | P  | N  | P  | N  | N  | N  | P  | N  | P  | P  | N  | V  | V  | P  | V  | P  | V  | P  | V  | P  | N  | P  |
| Posizione | 9 | 15 | 12 | 14 | 16 | 17 | 18 | 14 | 16 | 17 | 18 | 18 | 18 | 18 | 18 | 17 | 17 | 17 | 18 | 18 | 18 | 18 | 18 | 17 | 16 | 17 | 17 | 17 | 17 | 17 | 17 | 17 | 17 | 17 |

Legenda:

Luogo: C = Casa; T = Trasferta. Risultato: V = Vittoria; N = Pareggio; P = Sconfitta.

### Statistiche dei giocatori
| Giocatore       | Bundesliga | Bundesliga | Bundesliga  | Bundesliga | Coppa di Germania | Coppa di Germania | Coppa di Germania | Coppa di Germania | Coppa di Lega | Coppa di Lega | Coppa di Lega | Coppa di Lega | Totale   | Totale | Totale      | Totale     |
| Giocatore       | Presenze   | Reti       | Ammonizioni | Espulsioni | Presenze          | Reti              | Ammonizioni       | Espulsioni        | Presenze      | Reti          | Ammonizioni   | Espulsioni    | Presenze | Reti   | Ammonizioni | Espulsioni |
| --------------- | ---------- | ---------- | ----------- | ---------- | ----------------- | ----------------- | ----------------- | ----------------- | ------------- | ------------- | ------------- | ------------- | -------- | ------ | ----------- | ---------- |
| G. Aduobe       | 4          | 0          | 0           | 0          | 0                 | 0                 | 0                 | 0                 | 1             | 0             | 0             | 0             | 5        | 0      | 0           | 0          |
| M. Allbäck      | 23         | 4          | 3           | 1          | 3                 | 0                 | 0                 | 0                 | 0             | 0             | 0             | 0             | 26       | 4      | 3           | 1          |
| M. Arvidsson    | 20         | 2          | 2           | 0          | 2                 | 1                 | 0                 | 0                 | 1             | 0             | 0             | 0             | 23       | 3      | 2           | 0          |
| S. Biran        | 2          | 0          | 0           | 0          | 0                 | 0                 | 0                 | 0                 | 0             | 0             | 0             | 0             | 2        | 0      | 0           | 0          |
| C. Busch        | 0          | 0          | 0           | 0          | 0                 | 0                 | 0                 | 0                 | 0             | 0             | 0             | 0             | 0        | 0      | 0           | 0          |
| A. Di Salvo     | 33         | 7          | 4           | 0          | 4                 | 4                 | 0                 | 0                 | 1             | 0             | 0             | 0             | 38       | 11     | 4           | 0          |
| K. Hansen       | 0          | 0          | 0           | 0          | 0                 | 0                 | 0                 | 0                 | 0             | 0             | 0             | 0             | 0        | 0      | 0           | 0          |
| M. Hartmann     | 14         | 1          | 5           | 0          | 1                 | 0                 | 0                 | 0                 | 0             | 0             | 0             | 0             | 15       | 1      | 5           | 0          |
| D. Hill         | 22         | 0          | 5           | 0          | 4                 | 0                 | 2                 | 0                 | 1             | 0             | 0             | 0             | 27       | 0      | 7           | 0          |
| A. Keller       | 0          | 0          | 0           | 0          | 0                 | 0                 | 0                 | 0                 | 0             | 0             | 0             | 0             | 0        | 0      | 0           | 0          |
| M. Lantz        | 30         | 0          | 10          | 0          | 4                 | 0                 | 2                 | 0                 | 0             | 0             | 0             | 0             | 34       | 0      | 12          | 0          |
| D. Lapaczinski  | 13         | 0          | 3           | 0          | 1                 | 0                 | 0                 | 0                 | 1             | 0             | 0             | 0             | 15       | 0      | 3           | 0          |
| J. Litmanen     | 13         | 1          | 1           | 0          | 1                 | 0                 | 0                 | 0                 | 0             | 0             | 0             | 0             | 14       | 1      | 1           | 0          |
| K. Madsen       | 11         | 1          | 1           | 0          | 3                 | 0                 | 1                 | 0                 | 0             | 0             | 0             | 0             | 14       | 1      | 2           | 0          |
| R. Maul         | 26         | 0          | 5           | 0          | 2                 | 0                 | 0                 | 0                 | 0             | 0             | 0             | 0             | 28       | 0      | 5           | 0          |
| T. Meggle       | 14         | 0          | 4           | 0          | 2                 | 0                 | 1                 | 0                 | 0             | 0             | 0             | 0             | 16       | 0      | 5           | 0          |
| G. Melkam       | 1          | 0          | 0           | 0          | 1                 | 0                 | 0                 | 0                 | 1             | 0             | 0             | 0             | 3        | 0      | 0           | 0          |
| U. Möhrle       | 33         | 1          | 7           | 0          | 3                 | 0                 | 1                 | 1                 | 1             | 0             | 0             | 0             | 37       | 1      | 8           | 1          |
| J. Persson      | 30         | 0          | 7           | 0          | 4                 | 0                 | 1                 | 0                 | 1             | 0             | 0             | 0             | 35       | 0      | 8           | 0          |
| M. Pohl         | 0          | 0          | 0           | 0          | 0                 | 0                 | 0                 | 0                 | 0             | 0             | 0             | 0             | 0        | 0      | 0           | 0          |
| R. Prica        | 29         | 6          | 10          | 1          | 4                 | 1                 | 0                 | 0                 | 1             | 0             | 0             | 0             | 34       | 7      | 10          | 1          |
| D. Rasmussen    | 16         | 1          | 2           | 1          | 2                 | 0                 | 0                 | 0                 | 1             | 0             | 0             | 0             | 19       | 1      | 2           | 1          |
| T. Rasmussen    | 32         | 4          | 5           | 0          | 3                 | 0                 | 1                 | 0                 | 1             | 0             | 0             | 0             | 36       | 4      | 6           | 0          |
| R. Rydlewicz    | 31         | 0          | 3           | 1          | 3                 | 1                 | 1                 | 0                 | 1             | 0             | 0             | 0             | 35       | 1      | 4           | 1          |
| M. Schober      | 34         | 0          | 3           | 0          | 4                 | 0                 | 0                 | 0                 | 1             | 0             | 0             | 0             | 39       | 0      | 3           | 0          |
| T. Sebastian    | 8          | 1          | 0           | 0          | 1                 | 0                 | 0                 | 0                 | 0             | 0             | 0             | 0             | 9        | 1      | 0           | 0          |
| A. Shapourzadeh | 1          | 0          | 0           | 0          | 0                 | 0                 | 0                 | 0                 | 0             | 0             | 0             | 0             | 1        | 0      | 0           | 0          |
| M. Stein        | 0          | 0          | 0           | 0          | 0                 | 0                 | 0                 | 0                 | 0             | 0             | 0             | 0             | 0        | 0      | 0           | 0          |
| R. Tjikuzu      | 15         | 1          | 2           | 0          | 2                 | 1                 | 0                 | 0                 | 1             | 0             | 0             | 0             | 18       | 2      | 2           | 0          |
| M. Vorbeck      | 11         | 1          | 1           | 0          | 2                 | 0                 | 1                 | 0                 | 0             | 0             | 0             | 0             | 13       | 1      | 2           | 0          |